# Andilanatoby
Andilanatoby est une commune rurale malgache située dans la partie centre de la région d'Alaotra-Mangoro.